# Klooster Staro Hopovo

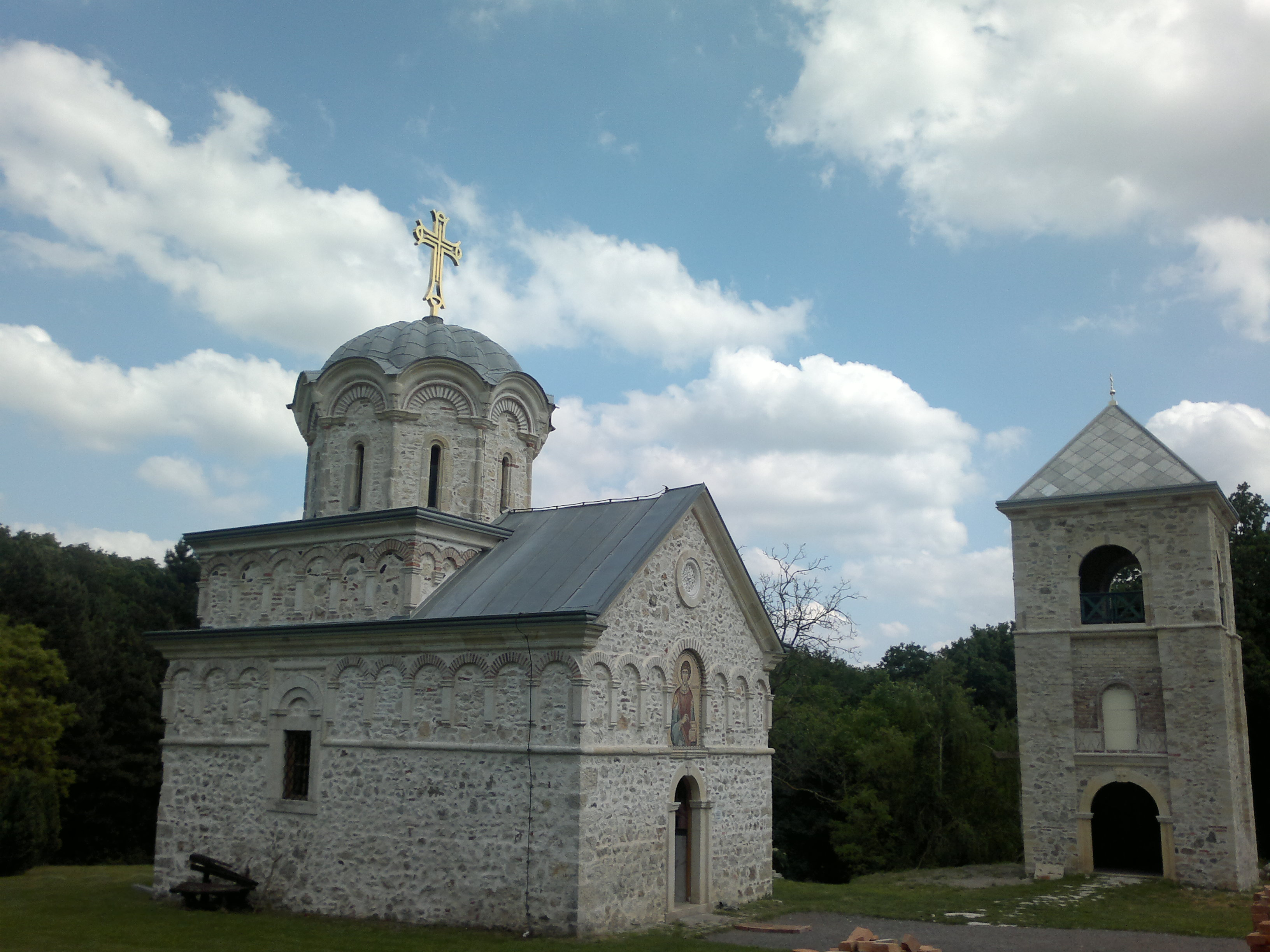
Klooster Staro Hopovo

Het Klooster Staro Hopovo (Servisch: Манастир Старо Хопово, Manastir Staro Hopovo) is een Servisch-orthodox klooster gelegen op de berg Fruška Gora in het noorden van de Servische autonome provincie Vojvodina. Volgens traditie, werd het gesticht door bisschop Maksim. De vroegste historische vermeldingen van het klooster dateren uit 1545/1546.